# Museo de la Revolución

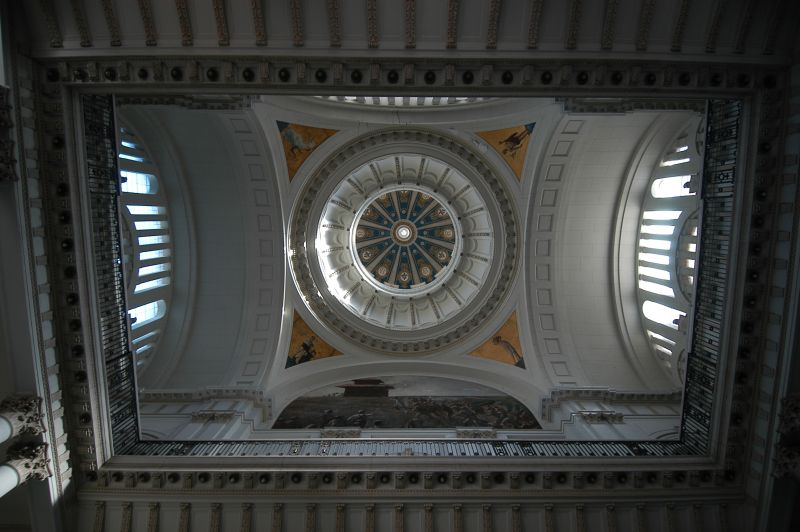
Centrale koepel van het gebouw

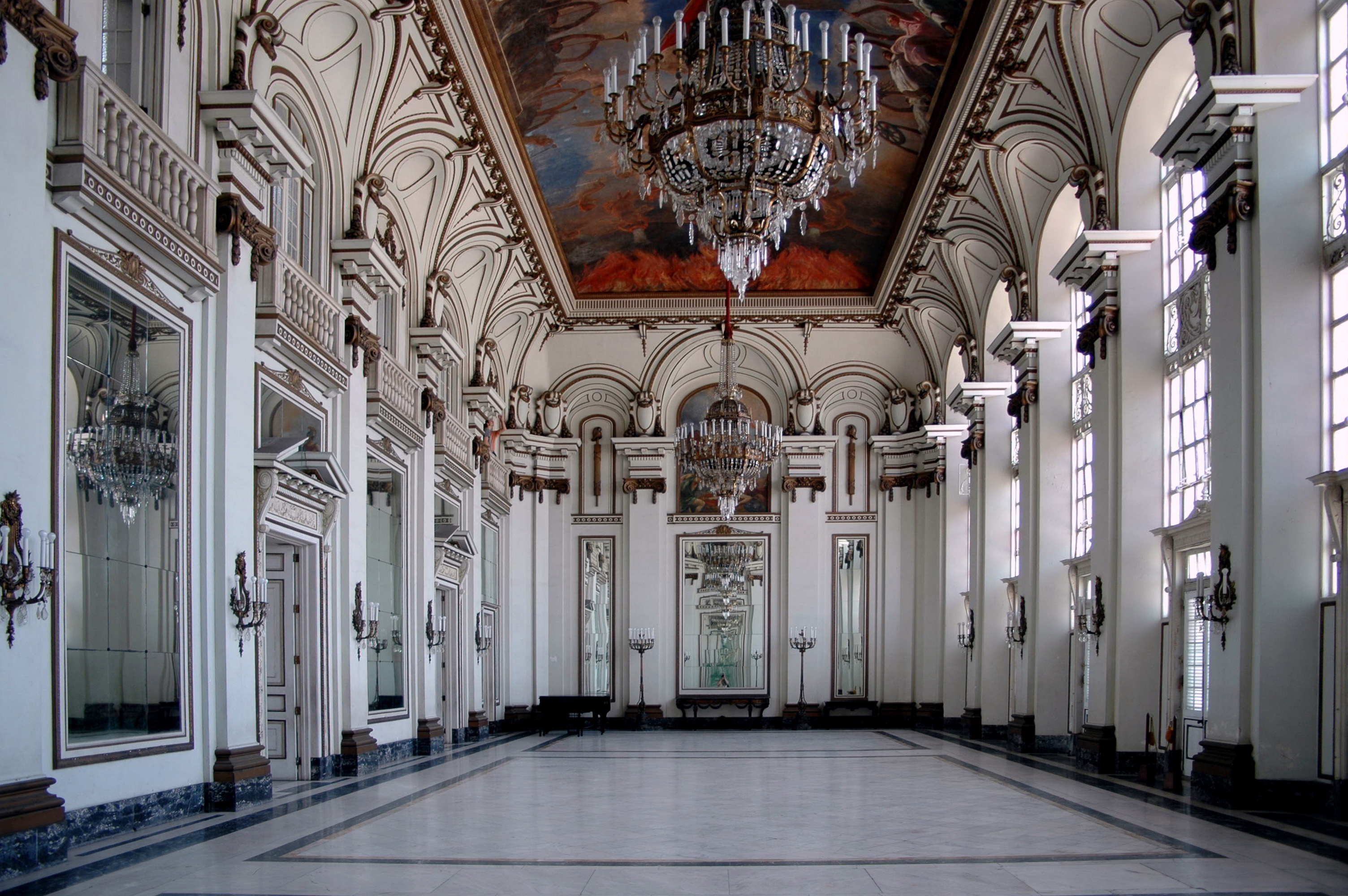
Salon de los Espejos, de spiegelzaal

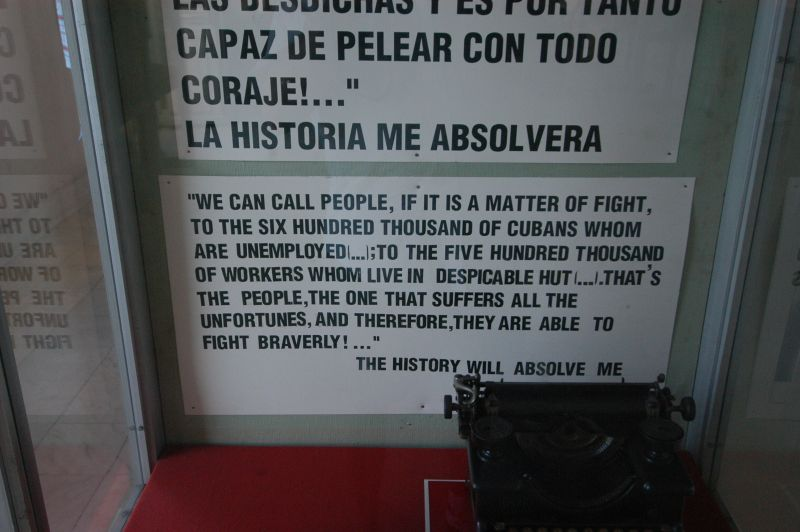
Beroemde woorden: La Historia me absolvera

In het vroegere presidentiële paleis van Havana, Cuba is nu het Museo de la Revolución gehuisvest.

## Geschiedenis
In 1909 viel het besluit een nieuwe provinciaal hoofdkantoor te bouwen. Het werd een ontwerp van de Cubaanse architect Rodolfo Maruri en de Belgische architect Paul Belau. Belau was ook betrokken bij de bouw van de Gran Teatro de La Habana.
In 1917 bezocht Mariana Seva, de vrouw van president Mario García Menocal, het project. De twee wijzigden de bestemming in een presidentieel paleis. Op 31 januari 1920 konden zij verhuizen, al duurden de werkzaamheden tot maart. Het gebouw heeft neoklassieke elementen en het interieur werd ingericht door Tiffany’s uit New York. Vooral de Salon de los Espejos, de Spiegelzaal, is indrukwekkend en doet aan een verkleinde uitgave van de gelijknamige zaal in het Paleis van Versailles denken.
Op de begane grond zaten de kantoren en belangrijke technische ruimten als de telefoon- en elektriciteitscentrale. Op de eerste verdieping waren het presidentiële kantoor, de Spiegelzaal, de kapel, de Gouden Zaal en de zaal voor de ministerraad. De presidentiële residentie zat op de derde etage en op de vierde en hoogste verdieping het huishoudelijke personeel.
Hier vond op 13 maart 1957 een mislukte aanslag plaats op dictator Fulgencio Batista, die net op tijd via een geheime deur in zijn bureel wist te ontkomen. In de trappenzaal in de imposante inkom zijn de kogelinslagen in het marmer nog steeds te tellen. De represailles vanwege deze mislukte aanslag werkten Castro's groep in de hand.
Het bleef het presidentieel paleis tot de Cubaanse revolutie. Na de revolutie werd het gebouw gebruikt door de ministers en vanaf 4 januari 1974 is hier het museum van de revolutie gevestigd.

## Tentoonstellingen en objecten
De tentoonstelling in de verschillende zalen van het gebouw geven een compleet, maar gekleurd, relaas van de revolutie, beginnend met de Spaans-Amerikaanse Oorlog eind negentiende eeuw en eindigend met de val van het regime van Batista. Diverse voorwerpen van de revolutie werden hier bijeen gebracht. Een bijzonder voorwerp is de typemachine waarop Castro, gevangen in de Presidio Modelo op de Isla de Piños (vandaag de Isla de la Juventud), de verdediging uittikte voor zichzelf en de overlevenden na de mislukte aanval op de Moncadakazerne in Santiago de Cuba op 26 juli 1956: zijn beroemde rede "Historia me absolvera", "De geschiedenis zal me vergeven". Er is een speciale zaal gewijd aan Che Guevara.
Voor het gebouw staat een tankmonument: een SU-100 van Russische makelij die door Castro werd gebruikt tijdens de gevechten volgend op de Invasie in de Varkensbaai in april 1961.
Achter het gebouw staat het schrijn van de Granma, het 18 meter lange jacht dat Castro en zijn 81 kompanen in december 1956 van Tuxpan in Mexico naar de Oriente bracht in Cuba. Met deze landing gaven ze de aanzet tot de revolutie.